# Casino de Charlevoix
El Casino de Charlevoix está ubicado en Pointe-au-Pic, que ahora forma parte de La Malbaie, a unos 150 kilómetros (93 millas) al este de la Ciudad de Quebec en Canadá. El histórico Manoir Richelieu está situado justo al lado del casino. Charlevoix es un destino turístico muy popular debido a su ubicación, al lado del río San Lorenzo y las montañas Laurentian. Inaugurado el 24 de junio de 1994 el Casino de Charlevoix se estableció en la antigua casa de juegos de verano del Manoir Richelieu en los acantilados de Pointe-au-Pic, un sitio panorámico visitado por los turistas durante más de un siglo. El actual hotel fue construido entre 1928 y 1929 usando el estilo chateauesque con el diseño del arquitecto John Archibald para reemplazar la estructura original de 250 habitaciones (1899) que fue destruida en un incendio. 